# Anatolij Kowlagin
Anatolij Fiodorowicz Kowlagin (ros. Анатолий Фёдорович Ковлягин, ur. 11 stycznia 1938 we wsi Błochino w obwodzie penzeńskim, zm. 3 października 2009 w Penzie) – radziecki i rosyjski polityk.

## Życiorys
W 1961 ukończył Penzeński Instytut Rolniczy, a 1982 aspiranturę i został kandydatem nauk rolniczych. Pracował jako agronom, był instruktorem Komitetu Obwodowego Komsomołu w Penzie, kierownikiem wydziału i I sekretarzem rejonowego komitetu Komsomołu w Penzie, od 1962 należał do KPZR. W 1967 został funkcjonariuszem partyjnym, do 1974 był I sekretarzem rejonowego komitetu KPZR, później kierownikiem Wydziału Pracy Organizacyjno-Partyjnej Komitetu Obwodowego KPZR w Penzie, od 1982 był instruktorem i pomocnikiem kierownika Wydziału Pracy Organizacyjno-Partyjnej KC KPZR. Od 2 grudnia 1986 do 12 października 1989 był II sekretarzem Komitetu Obwodowego KPZR w Penzie, od 12 października 1989 do 24 października 1991 przewodniczącym Komitetu Wykonawczego Penzeńskiej Rady Obwodowej, po rozpadzie ZSRR kierował administracją obwodu penzeńskiego, 1993 w wyborach lokalnych został wybrany głową administracji obwodu penzeńskiego (do 1998), jednocześnie 1996-1998 był członkiem Rady Federacji. Był odznaczony Orderem Lenina, Orderem Znak Honoru i wieloma medalami.